# هشتی

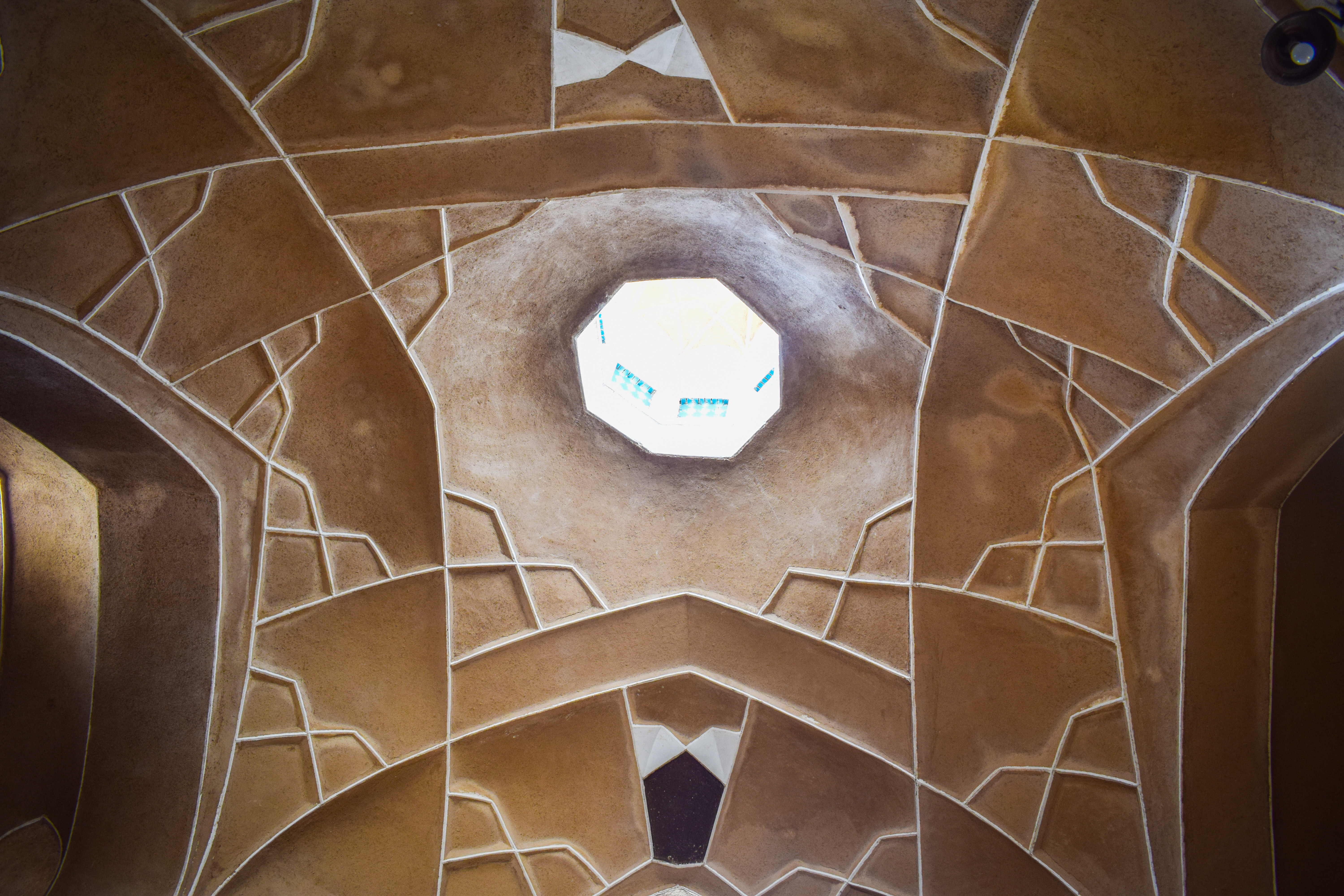
سقف هشتی

هشتی، کریاس (Ceryas: keryās) قسمت بیرون هشته خانه که به شکل‌های مختلف ساخته می‌شده، فضای سرپوشیده متصل به کوچه و حیاط خانه، فضایی بعد از فضای ورودی که اغلب بلافاصله پس از درگاه قرار می‌گیرد (در معماری اسلامی)، نه تنها جایی که از منطقه بسته خانه بیرون می‌آید و ارتباط آن را با خارج تأمین می‌کند.
مهم‌ترین کارکرد هشتی، تقسیم مسیر ورودی به دو یا چند جهت و حفظ قسمتی از حریم خانه است، به معنی آرامگاه، طاق، ایوان، رواق و آسمانه هم آورده‌اند.
هشتی یا کریاس، به آستانه و ورودی هر ساختمان و فضایی گفته می‌شود (دهخدا). در حقیقت هشتی، قسمت بیرون خانه‌های قدیمی بود که به شکل‌های مختلفی مانند چهارضلعی مربع یا مستطیل، هشت ضلعی و … ساخته می‌شد و در مجموع فضای سرپوشیده‌ای بود که ورودی مشترک چند خانه را به وجود می‌آورد.
هشتی که بلافاصله پس از درگاه خانه بوده در حکم نوعی حیاط کوچک بیرونی برای خانه عمل می‌کرد. به عبارت دیگر اگر کسی می‌خواست وارد با اهل خانه‌ای ارتباط برقرار کند، خبری بدهد یا چیزی بگیرد، اما از درگاه آن خانه داخل نشده و وارد حریم خصوصی آن‌ها نشود، در هشتی منتظر می‌ماند و کار و صحبتش را به انجام می‌رساند در عین حال هم گفته نمی‌شد که در کوچه و دم در ایستاده‌است. غریبه‌ها و اهل محل اگر رد می‌شدند، متوجه نمی‌شدند که در مقابل درب فلان منزل چه کسانی ایستاده‌اند و چه گویند و چه می‌شنوند.
معمولاً در هشتی سکوهایی در دل دیوار یا بیرون زده از آن ساخته بودند که در صورتی که گفتگوها طولانی می‌شد، اسباب خستگی نشود و حتی گاهی در همین هشتی بود که از مهمان پذیرایی هم می‌شد! ممکن بود که هنرمند یا اهل کسب و پیشه‌ای در خانه خود کار کند، لذا اگر خانه‌اش آنقدر وسیع نبود که برای پذیرفتن مراجعانش، اندرونی و بیرونی مجزا و جدا از هم داشته باشد، از فضای هشتی بسیار استفاده و بهره می‌برد.
نقش هشتی در تعریف کردن رابطه همسایگی و تقویت آن بسیار مهم بوده‌است. اگر هشتی بین چند خانه مشترک بود (که معمولاً هم چنین بود) اهالی آن خانه‌ها که یا با هم فامیل بودند یا به هم بسیار نزدیک، از فضای هشتی برای دور هم‌نشینی و گپ و بازی و مشق نوشتن و … استفاده می‌کردند. در حقیقت آن‌ها که هشتی مشترک داشتند، خانواده واحدی بودند که بخاطر حفظ روابط محرم و نامحرم و رعایت حریم عمومی و خصوصی خانه‌های خود، در خانه‌های جدا از هم زندگی می‌کردند.
برخی هشتی‌ها ساده بودند و برخی پر نقش و نگار و دارای تزیینات معماری و گچبری و …. همچنین در برخی هشتی‌ها، روزنی در سقف، نور را به داخل آورده، داخل آن را روشن می‌کرد و فضای هشتی را زیبایی و خیال‌انگیز می‌کرد. در اینجا بود که اگر هشتی تزییناتی داشت، واقعاً چشمگیر و چشم‌نواز می‌شد. یک فضای هشت ضلعی که بالای خود سقف گنبدی داشت و روزنی در آن بود که نوری را درون هشتی می‌چرخاند. از صبح که آن نور می‌افتاد داخل، بر روی در و دیوار هشتی تاب می‌خورد، تا غروب که دیگر هوا تاریک شده بود و نوری هم نبود که بتابد. آن وقت دیگر همسایه‌ها با چراغ موشی یا فانوسی درون آن را روشن می‌کردند، البته تا زمانی که قرار بود که چهره‌ای، چهره‌ای را ببیند و دری باز بود.
هشتی با یک دالان کوتاه یا بلند، به کوچه متصل می‌شد و این دالان تعیین‌کننده قلمرو هشتی بود؛ یعنی کسی که به دالان وارد می‌شد، با اهالی خانه‌های هشتی کار داشت، در غیر اینصورت فضول، غریبه یا دزد شناخته می‌شد.
در مجموع می‌توان گفت که مهم‌ترین کارکرد هشتی، تقسیم مسیر ورودی به دو یا چند خانه و در عین حال حفظ قسمتی از حریم خانه بوده‌است. به هشتی، آرام گاه، طاق، ایوان، رواق و آسمانه هم گفته‌اند.

## پوشش هشتی در معماری خانه ایرانی
پوشش گنبدی هشتی خانه قدیمی ایرانی گاه به زیبایی با کاربندی آجری و یا گچی تزئین می شده پوشش های هشتی بسیار متنوع و زیبا بوده اند.
هشتی بیشتر خانه ها دارای ارتفاع کم و متناسب با فضا است اما هشتی بناهای بزرگ و عظیم ، مرتفع و مزین به کاشی ، کاربندی و یا سایر تزئینات هستند . بعد از ورود به ساختمان به علت شدید بودن نور در بیرون می بایست نور شکسته شود ، تا داخل ساختمان حالت نامطلوبی از نظر وارد شونده نداشته باشد.
بر اساس بررسی های صورت گرفته گونه های مختلف هشتی در خانه های قدیمی ایرانی و معماری شهرهای مختلف می توان ادعا کرد که هشتی معماری از مفاهیم عمیق در درون خود بهره مند است و بسته به معماری و شرایط کار کردی – محیطی آن در ابعاد و شکل های مختلف مطرح می گردد ، هشتی ها در زمینه های مختلفی رسالت خود را به انجام  می رسانند و می توان آن ها را در زمینه های کلی رفتاری ، کالبدی و اجتماعی دسته بندی نمود.